# ジョージ・ミーチャム
ジョージ・マースデン・ミーチャム（George Marsden Meacham、1833年 - 1919年2月20日）は、カナダ・メソジスト教会が明治時代初期に日本に派遣した宣教師である。静岡県を中心に活躍した。

## 生涯
1856年にカナダ・ウェスレアン・メソジスト教会（後のカナダ・メソジスト教会）の信徒伝道者になる。1857年に教職になり、トロントのビクトリア大学で学ぶ。
1860年、ビクトリア大学を卒業。按手礼を受けて年会員になる。牧師としてニューマーケットに赴任。そこで出会ったメアリー・リディア・モルトンと結婚する。メアリーが母親代わりを務めていた妹ジュリア (Julia) も家族として一緒に生活するようになる。ジュリアも後に宣教師となる。
1876年9月8日 ミーチャムはカナダ・メソジスト教会の第2陣の宣教師として、C・S・イビーと共に来日する。このとき妻メアリーと義妹ジュリアも供に来日する。
1876年10月 ミーチャムは沼津市に赴任する。これは外国人英語教師を探していた江原素六（沼津市集成舎《後の沼津市立第一小学校》の校長）がデイヴィッドソン・マクドナルド（第1陣の宣教師）に相談したのがきっかけである。
1877年1月15日 ミーチャムは江原素六らに洗礼を授ける。そのとき洗礼を受けた6人が沼津教会を形成する。
1878年 東京府下谷に赴任。
1879年12月21日 東京仲御徒町2丁目に下谷教会（メソヂスト下谷教会）を設立する。
1881年9月18日 山中笑、平岩愃保、土屋彦六、浅川広湖ら4人に下谷教会で按手礼を授ける。
1884年 一度帰国する。
1883年 ビクトリア大学より名誉神学博士を授与される。
1888年 再来日し、1899年まで横浜ユニオン・チャーチの牧師を務める。
1899年より1902年まで東洋英和学校神学部の部長を務める。
1901年11月19日 妻メアリー、死去。
1902年 カナダに帰国する。
1919年2月20日 永眠。